# Facundo Palacios
Facundo Palacios (Navarro, Argentina; 21 de abril de 1997) es un futbolista argentino que se desempeña como delantero.

## Trayectoria

### Inferiores
Llegó a Ferro con 8 años en el año 2005, empezó en FEFI, después FUTSAL, Liga Metropolitana, AFA Infantiles y realizó las inferiores en el club. En el año 2012 fue el máximo goleador de las inferiores de Ferro, entrenó con la selección sub-15 y en el 2013 tuvo si primer práctica con el plantel de primera división. Con tan solo 16 años el club le firma un contrato profesional.

### Club Ferro Carril Oeste
En el Campeonato de Primera B Nacional 2015 es convocado por el técnico Walter Perazzo para integrar el plantel que realizaría la pretemporada en la ciudad de Caballito. No contó con oportunidades en la segunda mitad del campeonato, siendo que no integró el banco de suplentes en ninguno de los encuentros oficiales.
En el Campeonato de Primera B Nacional 2016 es convocado por el técnico Gustavo Coleoni para integrar el plantel que realizaría la pretemporada en la ciudad de Caballito. No contó con oportunidades en la segunda mitad del campeonato, siendo que no integró el banco de suplentes en ninguno de los encuentros oficiales.
En el Campeonato de Primera B Nacional 2016-17 es convocado por el técnico Marcelo Broggi para integrar el plantel que realizaría la pretemporada en la ciudad de Caballito. No contó con oportunidades en la segunda mitad del campeonato, siendo que no integró el banco de suplentes en ninguno de los encuentros oficiales.

### Fútbol Club Ferro Carril Sud
Llega a péstamo para disputar el Torneo Federal B y encontrar el rodaje que no estaba teniendo. Llega a disputar 7 partidos oficiales sin haber marcado goles.

### Club Ferro Carril Oeste
Al regresar del préstamo no lo convocan a integrar la pretemporada con el plantel principal por la sobrepoblación de delanteros, realiza la misma con el plantel que disputaría el torneo de reserva, en dicha ocasión corrieron la misma suerte los delanteros Enzo Roggio y Facundo Garnier siendo que también el volante Braian Aquino fue enviado a la reserva.

## Estadísticas
Actualizado al 30 de abril de 2018
| Ferro Argentina | 2.ª                 | 2016-17             | 0 | 0 | 0 | 0 | 0 | 0 | — | — | — | 0 | 0 | 0 |
| Ferro Argentina | Total               | Total               | 0 | 0 | 0 | 0 | 0 | 0 | 0 | 0 | 0 | 0 | 0 | 0 |
| Fútbol Club Ferro Carril Sud Argentina | 4.ª                 | 2017-18             | 7 | 0 | 0 | 0 | 0 | 0 | — | — | — | 7 | 0 | 0 |
| Fútbol Club Ferro Carril Sud Argentina | Total               | Total               | 7 | 0 | 0 | 0 | 0 | 0 | 0 | 0 | 0 | 7 | 0 | 0 |
| Ferro Argentina | 2.ª                 | 2017-18             | 0 | 0 | 0 | 0 | 0 | 0 | — | — | — | 0 | 0 | 0 |
| Ferro Argentina | Total               | Total               | 0 | 0 | 0 | 0 | 0 | 0 | 0 | 0 | 0 | 0 | 0 | 0 |
| Total en su carrera | Total en su carrera | Total en su carrera | 7 | 0 | 0 | 0 | 0 | 0 | 0 | 0 | 0 | 7 | 0 | 0 |
| (1) La copa nacional se refiere a la Copa Argentina y Supercopa Argentina . (2) La copa internacional se refiere a la Copa Sudamericana, Recopa Sudamericana, Copa Libertadores y Copa Suruga Bank. (3) Promedio de goles recibidos por partidos no incluye goles recibidos en partidos amistosos. |                     |                     |   |   |   |   |   |   |   |   |   |   |   |   |